# Сем, Лидия Ивановна
Ли́дия Ива́новна Сем (урождённая Гуля́ева; 17 августа 1926, Рычково, Ярославская губерния — 19 ноября 2006, Санкт-Петербург) — советский филолог и этнограф.

## Биография
Лидия Ивановна Сем родилась 17 августа 1926 в Рычково (ныне — в Угличском районе Ярославской области). Окончила Восточный факультет ЛГУ по специальности «Маньчжуроведение» (1953). Некоторое время работала в Хабаровске.
С 1954 года младший, старший научный сотрудник Отдела истории и археологии Дальневосточного филиала имени В. Л. Комарова СО АН СССР (г. Владивосток), с 1971 — заведующая сектором филологии Института истории, археологии и этнографии народов Дальнего Востока ДВНЦ АН СССР. Занималась изучением нанайцев, в том числе описала бикинский диалект нанайского языка.
Вернулась в Ленинград в 1977 году, там до 1992 года работала в Институте лингвистики ЛО АН СССР в отделе алтайских языков.
С 1978 по 2002 год по совместительству, а затем и на полную ставку работала в должности доцента на факультете народов Севера в ЛГПИ им. А. И. Герцена на кафедре алтайских языков и методики их преподавания. Вела занятия по нанайскому, ульчскому, орокскому и удэгейскому языкам и фольклору, читала лекции по алтаистике.
Автор более 140 научных публикаций по этнографии и фольклору и языку нанайцев, ульчей, удэгейцев, негидальцев, ороков, тазов и айнов.
Похоронена на Большеохтинском кладбище.

## Семья
- Муж — Юрий Александрович Сем (1926—1995), этнограф.
- Дочь —Татьяна Юрьевна Сем, кандидат исторических наук, доцент, старший научный сотрудник отдела этнографии народов Сибири Российского этнографического музея.

## Сочинения
- Язык бикинских (уссурийских) нанайцев : дис. … канд. филол. наук : 10.00.00. — Л. ; Владивосток, 1961. — 524 с.
- Очерки диалектов нанайского языка [Текст] : Бикин. (уссур.) диалект / Л. И. Сем ; АН СССР, Дальневост. науч. центр, Ин-т истории, археологии и этнографии народов Дальнего Востока. — Ленинград : Наука. Ленингр. отд-ние, 1976. — 212 с.
- Ворон, карась, медведь и лиса [Текст] : Нанайская сказка : [Для детей] / Рис. Г. Павлишина. — [Владивосток] : [Дальневост. кн. изд-во], [1968]. — [17] с.
- Геохату [Текст] : [Для детей] / Л. И. Сем, Ю. А. Сем; [Худож. Ф. Зиннатулин]. — Владивосток : Дальневост. кн. изд-во, 1974. — 25 с. — (Сказки народов Дальнего Востока).
- Волшебные чары [Текст] : Нанайск. сказки : [Для детей] / Записали и обраб. Л. Сем и Ю. Сем ; Худож. Э. Осокина. — Владивосток : Дальневост. кн. изд-во, 1975. — 22 с. — (Сказки народов Дальнего Востока).
- Нанайский язык : Учеб. для 3 кл. / Л. И. Сем, Е. А. Гаер, Н. Б. Киле. — 5. изд., дораб. — СПб. : Просвещение. Фил., 2002. — 190 с. ISBN 5-09-002517-7
- Мэргэн и его друзья [Текст] : [Нанайск. сказка] : [Для детей] / Запись и обраб. Л. И. Сем, Ю. А. Сем ; Худож. Г. Д. Павлишин. — Л. : Художник РСФСР, 1976. — [32] с.
- Мифы, сказки и предания нанайцев (гольдов, хэчжэ) = Myths, fairy tales and legends of nanai (golds, hezhe) / Л. И. Сем, Ю. А. Сем ; Российский государственный педагогический университет им. А. И. Герцена. — СПб. : Изд-во Рос. гос. педаг. ун-та им. А. И. Герцена, 2020. — 666 с.
- Этнографические исследования. — Владивосток : Дальнаука, 2001-____. — (Труды Института истории, археологии и этнографии народов Дальнего Востока / Рос. акад. наук. Дальневост. отд-ние). Т. 10: Тазы: Этническая история, хозяйство и материальная культура (XIX—XX вв.). Т. 10 / Ю. А. Сем, Л. И. Сем. — Владивосток : Дальнаука, 2001. — 168 c. ISBN 5-8044-0120-3
- Труды Института истории, археологии и этнографии ДВО РАН = Proceedings of the institute of history, archaeology and ethnology FEB RAS : научный рецензируемый журнал / учредитель и издатель: Федеральное государственное бюджетное учреждение науки Институт истории, археологии и этнографии народов Дальнего Востока Дальневосточного отделения РАН (ФГБУН ИИАЭ ДВО РАН). — Владивосток : ИИАЭ ДВО РАН, 2002-. — Т. 14: Этнографические исследования : Т. 14 : материалы по традиционной культуре, фольклору и языку ороков : диалектологический орокско-русский словарь / Ю. А. Сем, Л. И. Сем, Т. Ю. Сем. — 2011. — 154 с. ISBN 978-5-8044-1219-8
- Букварь : Для 1-го кл. ульчских шк. / К. Ф. Дечули, Л. И. Сем. — СПб. : Просвещение, 1992. — 143 с. ISBN 5-09-002274-7
- История и культура тазов: историко-этнографические очерки (вторая половина XIX — начало XXI в.) = History and culture of the tazy people: historicfl and ethnographic essays (from the second haif of the 19th century to the beginning of 21st century) : коллективная монография / Ю. А. Сем, Л. И. Сем, В. В. Подмаскин [и др.]; редакционная коллегия: А. Ф. Старцев (отв. ред.) [и др.] ; Российская академия наук, Федеральное государственное бюджетное учреждение науки Институт истории, археологии и этнографии народов Дальнего Востока Дальневосточного отделения РАН. — Владивосток : Дальнаука, 2019. — 414 с. ISBN 978-5-8044-1685-1 : 300 экз.
- Сем Л. И. Нанайский язык // Энциклопедия. Языки мира. — М., 1997. — С. 173—188.
- Сем Л. И., Новиков К. А. Орокский язык // Энциклопедия. Языки мира. — М., 1997. — С. 201—215.